# Tomàs Pladevall Fontanet
Tomàs Pladevall Fontanet   (Sabadell, 25 de novembre de 1946) és un director de fotografia català.

## Biografia
És titulat com a Enginyer Tècnic Industrial. Va fer estudis de Disseny Industrial i és diplomat com a director de Fotografia per l'Escola Oficial de Cinematografia de Madrid en 1972.
Ha estat director de fotografia, i sovint també operador de càmera, a 56 llargmetratges, i a més de quatre-cents documentals, espots publicitaris, curts de ficció i sèries i programes per a la televisió.
En el terreny teatral ha dissenyat, des de 1980, la il·luminació de 43 obres (com Les Bacants, Savannah Bay, La gran il·lusió, Autèntic Oest, Un passeig pel bosc, A la glorieta, Amanda, Cartes a nenes, La Loba, L'estrany cas de Dr. Jeckill i Mr. Hyde, Olga Sola, La mà de mico, Platja negra, El far del Maleït, La xarxa, La intrusa, El verí del teatre, Nausica, Don Juan Príncipe de las tinieblas, El comte Arnau, La meva Ismènia), a més d'il·luminar 35 espectacles i esdeveniments, començant l'any 1992 com a director d'il·luminació en les cerimònies d'inauguració i cloenda dels Jocs Olímpics de Barcelona. Seguint amb M.T.M. (La Fura dels Baus), Return Oh God! (dansa), Un gitano de ley (flamenc a Sevilla), Ara és demà, Teatre de Pandora, Premis Goya (1998 i 1999), Paco Ibañez i Mª del Mar Bonet (recitals), Palau al Palau, A propòsit de Bola de Nieve, Expo Agua 2008, Univers Albéniz.
Des dels anys 1980 fins al 2011 ha col·laborat en la il·luminació d'espais arquitectònics, associat amb el també director de fotografia Josep Mª Civit, començant pel Saló de Cent de l'Ajuntament de Barcelona i acabant per la Fundació Antoni Tàpies.
Des del 1973 ha fotografiat 190 espots i publireportatges, activitat que abandona el 2005 per raons ètiques i per concentrar-se en l'ensenyament de la direcció de fotografia.
Paral·lelament a la professional, ha tingut una constant participació en activitats associatives: L'any 1975 com a soci fundador de l'ICC (Institut del Cinema Català); participant en el CCC (Congrés de Cultura Catalana), a l'Àmbit de Cinema, els anys 1976-77; afiliat al Sindicat de l'Espectacle de la CNT, Secció Cinema Producció, del 1977 al 1980; cofundador de Germinal Films S.Coop.Ltda., productora de cinema i vídeo a Barcelona, el 1979; soci de la Academia de las Artes y las Ciencias Cinematográficas de España, del 1988 al 2014; vocal de l'Associació del Festival de Cinema de Barcelona, l'any 1990; membre de la Societat Catalana de Comunicació, de l'Institut d'Estudis Catalans, l'any 1991; soci fundador de l'AEC (Asociación Española de Autores de las obras Fotográficas Cinematográficas), l'any 1993, i nomenat president per al període 2002-05; president de la Junta de la Societat Cinematogràfica Saló Imperial 1911, intentant inútilment salvar de l'enderroc l'emblemàtic cinema de Sabadell, del 1994 al 2000; soci fundador del FAD-AV (FAD-Audiovisual), el 1996; soci fundador de l'AAI (Associació de Dissenyadors d'Il·luminació teatral i d'espectacle), a Barcelona, el 1998; membre de l'EFA (European Film Academy), del 2000 al 2014; soci fundador de l'Acadèmia del Cinema Català, el 2008; soci de l'APDI (Associació Professional de Dissenyadors d'Il·luminació), des del 2011.
Una altra constant seva ha estat la participació en activitats pedagògiques, en diferents escoles i universitats, però especialment en els cursos regulars i en un màster de direcció de fotografia que va programar a l'ESCAC (Escola de Cinema i Audiovisuals de Catalunya), situada primer a Barcelona i després a Terrassa.
El 1984 va publicar el diccionari Terminologia del vídeo, en català, castellà i anglès.
Des que l'any 2012 va deixar l'activitat professional, ofereix gratuïtament els seus "Apunts digitals de direcció de fotografia" a exestudiants i als directors de fotografia que s'hi interessin. Eventualment segueix impartint alguna classe sobre estils d'il·luminació i direcció de fotografia. Continua redactant estudis sobre la il·luminació, l'enquadrament, el color, la percepció visual i aspectes estilístics i lingüístics de l'ofici. També assessora sobre formats i estètica de qualsevol etapa de la cinematografia en suports fotoquímics i digitals, tal com ha fet des del 2004 a la Filmoteca de Catalunya quant a criteris i operacions de laboratori en 43 intervencions per a la preservació i restauració de pel·lícules del fons de l'arxiu català.

## Filmografia
77 curtmetratges de ficció (direcció de fotografia i habitualment també operador de càmera):
- 1970: Isabel; Farigol.
- 1971: Valdés, camino de San Gotardo.
- 1972: Jack; La cita amorosa.
- 1973: El capità Rubió; El coche de Lalo; Knock-out.
- 1974: Tango (musical); Nexo; Hombre en la multitud; Crónicas de Rondíbilis; Retrato de grupo
- 1975: Michana.
- 1976: Ramon Muntaner canta a Martí Pol; Concert banal; Onona.
- 1977: El desayuno; El ídolo.
- 1980: Un matí qualsevol.
- 1981: Romanços de lluna plena; La casa del mim.
- 1982: Teatre d'ombres; Somni d'un carrer.
- 1983: Idil·li xorc (Romance estéril).
- 1984: El silencio de los inocentes.
- 1985: Cloaca maxima.
- 1987: Alan Parsons La Sagrada Familia (musical)
- 1989: Romàntic.
- 1990: Tinc fam de tu (musical).
- 1991: La voluntat olímpica; Directo al corazón (musical).
- 1992: Denboraren Atzekaldean. Klara (Detrás del tiempo. Clara)
- 1993: Atrapada.
- 1994: Gaudí. La remor d'una línia.
- 1998: Viaje a la Luna; Setbau.
- 2001: Informativos.
- 2002: Yo que creo en el diablo (musical).
- 2005: La disonancia; El deseo de tener un hijo sordo.
- 2006: El cuadro.
- 2008: Gólgota.

115 curtmetratges documentals, reportatges i cinema industrial  (direcció de fotografia, i habitualment també operador de càmera):
- 1972: Parafràstic 1
- 1973: Homenatge a Miró; Por Barcelona. El tramvia; Mi terraza; Taller i obra de Vilacasas.
- 1974: Alegría de la confusión.
- 1977: Energía y ambiente; Actualitats (I, II i III); L'estatut. La Generalitat; Autopista B-30 3r cinturó de ronda; El mar de Barcelona; Art contemporani català; L'atur; La sanitat.
- 1978: El dret de vaga. La vaga de les gasolineres; Pintura romànica catalana; L'obra de Gaudí; Energía Azul.
- 1979: L'agressió quotidiana. Planificació familiar; Cinquantenari. Noticiari De Noticiaris; Informe sobre el FAGC; El camí de la desfeta; L'orquestra Ciutat de Barcelona.
- 1980: Anys decisius del sindicalisme a Catalunya; Orígens del catalanisme polític.
- 1981: Componentes electrónicos; Ecología y medio ambiente; Aplicaciones industriales del Gas Natural; La siderurgia española; La Passió d'Olesa.
- 1982: Pegaso, el Caballo de Batalla; Vinos españoles; Curial e Guelfa; Poeta V. Foix; La normalització del català. La Norma; L'ofici de boter; La UPB a la frontera del progrés.
- 1983: Màgia a Catalunya; Vers l'estabilitat. Patrimoni artístic català; Barcelona Grand Menú.
- 1984: Neurofisiología experimental y clínica.
- 1985: Clavegueram de Barcelona; Lozanov; Poema de Nadal.
- 1986: Tatanus; Vivir en Euskadi.
- 1987: Benidorm i la Costa Blanca; Paisatges per a un teatre.
- 1988: A Tunny Fishery in Tarifa; Moors and Christians in Alcoi; The New Spain; Nature Watch: Extremadura; Brigadistes Internacionals canadencs.
- 1989: Nature Watch: Storks of Avila; Les Merveilles du Monde: Un rêve à Barcelone.
- 1990: Transformació d'una ciutat olímpica. Barcelona 1986-1992 (Time-lapses).
- 1991: Repsol. A Dynamic Force for Change; Barcelona Vista; Concert al Tinell. Capella Reial de Catalunya; Modernisme; Pavelló de la Navegació. Expo 92 (70mm).
- 1992: Mariscal; Joan Miró, Le semeur d'étoiles (Miró. Destellos, Poesía, Libertad).
- 1993: O camiño das estrelas. Galizia; Saint-Jacques. Aller-retour.
- 1998: Acció Pedrera 98.
- 1999: Altamira.
- 2006: El gran poema de la Llengua. Vida i obra de Joan Coromines; Pianos intervinguts.

Sèries TV (direcció de fotografia):
- 1983-84: Los padres de nuestros padres.
- 1985: Tot queda en família.
- 1990: Un día volveré (2ª unitat).
- 1991: Joan Brossa per Joan Brossa.
- 1996: Cròniques de la veritat oculta (capítol La clau de ferro).
- 2000: Des del balcó.
- 2002: La Mari (I i II)

Llargmetratges (correcció de color):
- 2008: Garbo. The Man who Saved the World (L'espia que va salvar el món)

115 Llargmetratges (direcció de fotografia i habitualment també operador de càmera des de 1989):
- 1974: Robin Hood nunca muere; Los hijos de caramouche.
- 1975: La maldición de la bestia; Iconockaut; Las alegres chicas de "El Molino"; Canet Rock; La nova cançó; El jovencito Drácula.
- 1976: Desnuda Inquietud; Sexy, amor y fantasía; Tatuatge; Vivir a mil; Autopista A-27.
- 1977: L'obscura història de la cosina Montse; Raça, l'esperit de Franco; La vieja memoria (cofotografiat); La ràbia.
- 1978: La torna; L'orgia; 40 años sin sexo.
- 1979: Salut i força al canut.
- 1980: El vicari d'Olot.
- 1981: La batalla del porro.
- 1985: Karnabal.
- 1986: La rossa del bar
- 1986: Bar-Cel-Ona
- 1987: Daniya, el jardí de l'harem; Gaudí.
- 1989: Pont de Varsòvia.
- 1989: El rey del mambo.
- 1990: Solitud.
- 1993: El somni de Maureen.
- 1994: Tiempos mejores; Joc de rol.
- 1995: Parella de tres; Dones i homes; Tren de sombras.
- 1996: Un amor clarobscur; Actrius; Tic Tac.
- 1997: El pianista; Subjúdice.
- 1999: L'altra cara de la lluna; Leo.
- 2000: Bellas durmientes.
- 2001: L'estratègia del cucut; Germanes de sang; Blocao (cofotografiat).
- 2002: Cineastes contra magnats i Cineastes en acció (cofotografiats); Hay motivo! (fragment El Plan Hidrológico Nacional).
- 2005: La silla.
- 2007: Die Stille Vor Bach (El silenci abans de Bach).
- 2008: Magic Journey to Africa (Viatge màgic a Àfrica, en 3D)
- 2010: El gènere femení.

## Premis i reconeixements
- 1987 - Premi de la Generalitat de Catalunya al Millor Tècnic de l'Any al 1986 i 1987 per la fotografia dels llargmetratges Bar-Cel-Ona (1986), La rossa del bar (1986), Daniya, el jardí de l'harem.
- 1988 - Premi Sant Jordi de Cinematografia 1999, dels crítics de cinema, a la contribució al cinema espanyol durant l'any 1998, pel treball com a director de fotografia i com a impulsor de l'AEC.
- 2006 - Nominat en la XII Edició dels Premis Butaca 2006 de teatre i cinema de Catalunya, per la llum teatral de La Intrusa a l'Espai Escènic Joan Brossa.
- 2011 - Nomenat Soci d'Honor de l'APDI (Associació Professional de Dissenyadors d'Il·luminació, amb seu a Barcelona).
- 2012 - Nominat en la XVIII Edició dels Premis Butaca 2012 de teatre de Catalunya, per la il·luminació de El Comte Arnau al TNC.
- 2013 - Nomenat Membre d'Honor de l'Acadèmia del Cinema de Catalunya.
- 2013 - Premiat amb el Prisma d'Honor 2013 de l'AEC, l'associació espanyola de directors de fotografia, en reconeixement de tota la seva carrera professional.
- 2013 - Nomenat Patró d'Honor de la Fundació Aula de Cinema de la Col·lecció Josep M. Queraltó (2013).
- 2022 - Premi Gaudí d'Honor.[4][5][6]

## Fons
La Filmoteca de Catalunya conserva una col·lecció de llibres relacionats amb el cinema, concretament amb la tècnica cinematogràfica que el mateix Tomàs havia anat creant durant la seva trajectòria professional com a director de fotografia, i un total de 56 carpetes, cada una d'elles per un film concret amb documentació sobre: el pla de treball, els guions, els contractes, anotacions de dades fotogràfiques, llistats de materials de lloguer, entre d'altres.